# Opéra comique (genre)
Opéra comique (Frans voor komische opera) is een Frans operagenre dat in de achttiende en negentiende eeuw zeer populair was. Er is verwantschap met de Italiaanse opera buffa en de Duitse variant, het Singspiel.
In de opéra comique worden de dialogen, die de aria's verbinden, gesproken. In de opera buffa worden ze parlando gezongen. In de opera seria werden recitatieven gebruikt.
Uit de opéra comique heeft zich de operette ontwikkeld, een genre waarin Jacques Offenbach uitblonk, hoewel hij zelf zijn stukken systematisch als opéra bouffe of opéra comique aanduidt (op zijn échte opera Les Contes d'Hoffmann na).
Beoefenaars van het genre in de achttiende eeuw waren onder meer André Grétry, Pierre Alexandre Monsigny en François Philidor.
In de negentiende eeuw schreven onder meer François-Adrien Boieldieu, Daniel Auber, Adolphe Adam, Hector Berlioz, Ambroise Thomas en Emmanuel Chabrier opéras comiques.

## Oorsprong
Het genre van de opéra comique ontstaat aan het einde van de 17e eeuw uit verzet tegen het serieuze genre van de tragédie lyrique. Aan het hof van Louis XIV krijgt Jean-Baptiste Lully in 1672 het monopolie over het opvoeren van balletten en gezongen spektakels. De Comédie-Française heeft op haar beurt het monopolie op gesproken Franse verzen en de Comédie-Italienne over Italiaanse proza en verzen. De comédiens-italiens (of bouffons) worden in 1665 benoemd tot comédiens du roi en zijn allen uitstekende musici, waardoor muziek een belangrijke rol speelt in hun werken. Ze parodiëren niet enkel de tragédie lyrique van Jean-Baptiste Lully, maar spotten na verloop van tijd ook met de Franse justitie, hetgeen ervoor zorgt dat zij in 1697 door Louis XIV verbannen worden van het hof. Hun repertoire wordt overgenomen door de Parijse foren, waar het genre van de opéra comique zich aan het begin van de 18e eeuw ontwikkelt.
De twee vooraanstaande foren (de Foire Saint-Germain en de Foire Saint-Laurent) voeren jaarlijks allerhande volkse spektakels op, waartoe vanaf 1697 ook het zingen en acteren in het stramien van de comediens-italiens behoort. Aangezien Lully en de Comédie-Française het monopolie hebben over de podiumkunsten, zingen en acteren de bouffons zonder wettelijke toestemming van het hof. In 1698 dient de Comédie-Française een klacht in bij de politie, waarna verschillende loges vernietigd worden. De abt van Saint-Germain neemt het op voor de foren, maar zonder succes. Twee Foire-theaterregisseurs (Charles Alard en de weduwe Mme Maurice) besluiten vervolgens om samen te werken met de Académie royale en kopen in 1708 officieel de rechten op om spektakels met zangers, dansers en decors op te voeren. Deze beslissing komt ook de Opera van Parijs, de Académie royale de musique, ten goede: ruim 70 parodieën worden gecreëerd op basis van hun oeuvre, waardoor de Foire een belangrijke vorm van publiciteit is geworden. In het verdrag van 1714 worden hun rechten uitgebreid naar “voorstellingen met gecomponeerde muziek, dans, machines en decoraties”, waardoor de vergunninghouders zich voor de eerste keer kunnen uitgeven als de Opéra-Comique.
De andere troupes foraines zijn genoodzaakt om innovatieve middelen te gebruiken die de restricties van het hof omzeilen. Dit doen zij onder andere door het gebruik van pantomime en van vaudevilles, populaire melodieën die door het publiek op een nieuwe tekst gezongen worden. De geautoriseerde foren maken eerder gebruik van comédie en vaudevilles, waarbij de acteurs gesproken dialogen afwisselen met gezongen strofen (nog steeds gebaseerd op vaudevilles) en originele muziek componeren voor de intermezzi en de finale. De kwaliteit van de spektakels en de luxe van de loges leiden tot immense populariteit. De belangrijkste figuren voor het vormen van het genre zijn Alain-René Lesage en Louis Fuzelier. In 1718 schrijven Lesage en Fuzelier de opéra comique Les Funérailles de la foire, die verhaalt over hoe de politieke inmengeling van de drie belangrijkste muziekinstituties in Frankrijk (de Opéra, de Comédie-Française en de Comédie-Italienne) de dood van de foor hebben veroorzaakt. In 1719 zorgt de crisis voor een stopzetting van spektakels op de foor en van de Opéra-Comique, maar deze laatste wordt onmiddellijk weer hersteld door de hulp van hooggeplaatste sympathisanten. De terugkeer van de Opéra-Comique naar de Foor van Saint-Laurent gaat eveneens gepaard met een opera, namelijk Le Rappel de la foire à la vie.

## Het bewind van Charles-Simon Favart
Charles-Simon Favart wordt ontdekt door Claude Florimond Boisard de Ponteau (dit Pontau). De Opéra-Comique keert zich stilaan af van het commedia dell’arte en de muziek krijgt een grotere autonomie met langer wordende intermezzi. Onder het beleid van Favart richten opéras comiques zich meer op een morele insteek. Werken worden gecomponeerd met het oog op een afkeuring van de zonden en een verering van de deugden, waardoor Favart de bijnaam le Révérend Père Favart krijgt. Hun eerste grote succes is La chercheuse d'esprit (1741), dat 200 opvoeringen kent. Dit komt ook door zijn bijzonder getalenteerde vrouw, Marie Favart, die eveneens de inspiratiebron zou zijn voor Offenbachs Madame Favart. Zijn opera’s kenmerken zich in het algemeen door de aanwezigheid van de Verlichtingsidealen, met een grote nadruk op het realisme en op de rede, en een terugkerend bewijs voor de leugenachtigheid van emoties.
De opéra comique krijgt internationale bekendheid en is de voornaamste rivaal van de Italiaanse opera. De graaf Giacomo Durazzo (een Genuese diplomaat aan het Weense hof) lanceert een reeks opéras comiques van Favart aan het Weense hof, waarvan de muziek toevertrouwd wordt aan de reeds beroemde componist C.W. Gluck die echter enkel bekend was voor het schrijven van opera seria. De hervormingen die Gluck reeds had toegepast voor de tragédie lyrique, vinden nu eveneens hun weg naar het genre van de opéra comique met de opera’s Orphée et Euridice, Iphigénie en Tauride en Alceste. Ook Mozart vindt op jonge leeftijd inspiratie bij de opéra comique, wanneer hij Bastien und Bastienne componeert, dat gebaseerd is op een libretto van Mme Favart. Daarnaast zien we ook duidelijke sporen van de opéra comique in zijn opera Die Entführung aus dem Serail, waarbij de rol van Osmin en de vaudevilles van Pedrillo gebaseerd zijn op de komische personages van Lesages Pèlerins de la Mecque.

## De Querelle des Bouffons en de late achttiende eeuw
De Querelle des Bouffons (1752-1754), een hevige pennenstrijd tussen aanhangers van Franse en Italiaanse muziek, is een belangrijk keerpunt voor het genre van de opéra comique. De discussie laait op wanneer La serva padrona, een komisch intermezzo van Pergolesi, in Parijs wordt opgevoerd door een rondtrekkend Italiaans gezelschap. Verdedigers van de Italiaanse opera (zoals filosoof en musicus Jean-Jacques Rousseau) vallen de serieuze Franse operatraditie van de tragédie lyrique aan. In de plaats daarvan verdedigen zij de eenvoud en natuurlijkheid van de Italiaanse komische opera (de opera buffa). In 1752 produceert Rousseau Le devin du village, een korte opera sterk beïnvloed door Pergolesi, om zijn idealen rond muzikale eenvoud in Frankrijk te introduceren. Het succes van Le devin du village trekt de aandacht van de foortheaters. Een jaar later geeft Jean Monnet, het hoofd van de Foire Saint-Laurent, de opdracht aan componist Antoine Dauvergne om een Franse opera te componeren in de stijl van La serva padrona. Het resultaat is Les Troqueurs, dat Monnet verkondigt als een werk van een Italiaanse componist die in Wenen woont en vloeiend Frans spreekt. Hiermee neemt Monnet de verdedigers van de Italiaanse traditie opzettelijk beet, die elke compositie geschreven door een Fransman afwijzen. De opera kent een groot succes en wordt met name door de Italiaanse aanhangers warm onthaald. Kenmerkend voor de opera van Dauvergne zijn een simpel plot, alledaagse personages en Italiaanse melodieën. Les Troqueurs heeft, met name door het gebruik van nieuwe muziek in de plaats van vaudevilles, een grote invloed gehad op de verdere traditie van de opéra comique. Een belangrijk verschil met het genre van de opéra comique is echter dat Les Troqueurs, dat het voorbeeld van Pergolesi volgt, geen gesproken dialogen bevat. De korte, eenvoudige melodieën vervangen de vaudevilles en worden ariettes genoemd. Veel opéras comiques van de late 18e eeuw krijgen dan ook de naam comédies mêlées d’ariettes. Hun librettisten zijn vaak toneelschrijvers die op de hoogte zijn van de nieuwste trends uit de theaterwereld, waaronder Louis Anseaume, Michel-Jeane Sedaine en Charles-Simon Favart. Vooraanstaande componisten tijdens de jaren 1750 en 1760 zijn Egidio Duni, Pierre-Alexandre Monsigny en François-André Danican Philidor. Eigidio Duni, een Italiaanse componist die voor het Franse hof van Parma werkt, componeert in 1757 de opéra comique Le peintre amoureux de son modèle naar een libretto van Anseaume. De opera kent een groot succes, en Duni verhuist naar Parijs, waar hij nog een twintigtal werken voor het Franse publiek schrijft. Monsigny en Sedaine schrijven samen enkele komedies die serieuze sociale en politieke elementen bevatten. In Le roi et le fermiee (1762) komen bekende thema’s uit de Verlichting aan bod, zoals de deugden van de gewone man en de nood aan vrijheid en gelijkheid. Hun grootste succes, Le déserteur (1769), verhaalt over een soldaat die de doodstraf krijgt nadat hij zijn leger verlaat. Philidors bekendste opéra comique is Tom Jones (1765), gebaseerd op de gelijknamige roman van Henry Fielding en bekend door zijn realistische karakters en vele ensembles.
Tussen 1724 en 1762 is de opéra comique gesitueerd in de Foire Saint-Germain, maar de rivaliteit met de Comédie-Italienne brengt hier verandering in. In plaats van te concurreren met de grote populariteit van de opéra comique, besluit de Comédie-Italienne om - met de steun van het hof - de rechten van de opéra comique af te kopen. Zij recruteert vervolgens zes vennoten, waaronder Favart. In 1762 fuseert de opéra comique met de Comédie-Italienne en verhuizen zij naar de Hôtel de Bourgogne. De Comédie-Italienne krijgt hierdoor een dubbel repertoire, met lichte Italiaanse komedies enerzijds, en de opéras comiques anderzijds, waarbij de serieuzere toon en de ariettes de overhand krijgen over de volkse vaudevilles. Door de populariteit van de opéras comiques focust het repertoire van de Comédie-Italienne zich vanaf 1779 uitsluitend op Franse komedies of drama’s. Met de populariteit van de ariettes komt er een eind aan het bewind van Favart, dat plaats maakt voor de zogenaamde sociale komedie van Marmontel en Sedaine. Een aandacht voor het pastorale genre, het realisme, de deugdelijkheid en de sentimentaliteit staat hierbij centraal. Bekende werken zijn onder andere Jardinier et son seigneur (1761) en Le Déserteur (1769). In 1783 verhuist de Comédie-Italienne naar een nieuw theater (het Théâtre Royal Italien) ontworpen door de hofarchitect Jean-François Heurtier en gefinancierd door de hertog Choiseul. De eerste Salle Favart wordt ingewijd door Marie-Antoinette.
De belangrijkste en populairste componist van de opéra comique in de late 18e eeuw is André Ernest Modeste Grétry, die het Italiaanse melodieverloop weet te combineren met een zetting van de Franse taal. Zijn veelzijdigheid als componist zorgt voor een uitbreiding van het genre, waarbij onderwerpen rijken van exotische sprookjes (Zémire et Azor in 1772) tot muzikale satires (Le jugement de Midas in 1778) en farcen (L'amant jaloux in 1778). Zijn bekendste werk is de historische bevrijdingsopera Richard Coeur-de-lion (1784), dat een internationale reputatie bereikt met onder andere een première in Londen (1786) en in Bosten (1797).

## De Franse revolutie en de negentiende eeuw
De Franse revolutie heeft een erg grote invloed op het Parijse muziekleven. Het decreet van 1791 verkondigt de vrijheid van de theaterindustrie, wat ervoor zorgt dat in één jaar tijd 23 nieuwe theaters gevormd worden. Naast deze snelle uitbreiding leiden verschillende opvoeringen tot politieke oproer. In 1793 wordt verkondigd dat enkel werken die het patriottisme en de deugden zegevieren zijn toegelaten. Het decreet van 1791 bevrijdt de opéra comique van haar belastingen aan de Opéra en de naam Comédie-Italienne wordt veranderd in Opéra-Comique. Ze verliest echter eveneens haar monopolie op het uitvoeren van opéras comiques en krijgt hierdoor serieuze concurrentie van het Théâtre Feydeau. De opéra comique sluit zich aan bij de geest van de revolutie, en produceert werken als Le Chêne patriotique van Nicolas Dalayrac en Les Rigueurs du cloître van Henri Montan Berton.
Het genre van de opéra comique wordt in het algemeen dramatischer en minder komisch, wat de invloed van de romantiek weerspiegelt. De vooraanstaande componisten tijdens deze periode zijn, naast Dalayrac en Berton, Étienne Méhul en Rudolphe Kreutzer. De belangrijkste componisten van het Théâtre Feydeau zijn Luigi Cherubini, Pierre Gaveaux, Jean-François Lesueur en François Devienne. Met name de werken van Étienne Méhul (bijvoorbeeld Stratonice in 1792 en Ariodant in 1799), Cherubini (Lodoiska in 1791, Médée in 1797 en Les deux journées in 1800) en Lesueur (La caverne in 1793) tonen de invloed van de componist Gluck (bekend door zijn hervormingen van de serieuze Franse operatraditie) en een interesse voor de enscenering van eigentijdse taboes (bijvoorbeeld het incestueus verhaal in Méhuls Mélidore et Phrosine in 1794 of Cherubini’s bekende opera Médée). Orkestratie en harmonie zijn complexer dan in de muziek van de oudere generatie, gesproken dialogen worden ingekort, en er is meer oog voor continuïteit (bijvoorbeeld door het gebruik van herinneringsmotieven).
Wegens financiële redenen fuseren de Opéra-Comique en het Théâtre Feydeau in 1801. In 1807 neemt het (Eerste) Franse Keizerrijk de autoriteit over de theaters. Dit leidt tot een limiet van het aantal uitvoeringen en het bepalen van een afzonderlijk repertoire voor elk theater. Terwijl de vernieuwingen op muziek- en theatervlak toegekend worden aan het repertoire van de Opéra, hoort de Opéra-Comique zich te richten op “comédies ou drames mêlés de couplets, d’ariettes et de morceaux d’ensemble”, wat hen het recht geeft om gesproken dialogen op te voeren zolang deze onderbroken worden door gezongen nummers.
Het lichtere oeuvre van Boieldieu (zoals Le calife de Bagdad in 1800) en Isouard (Cendrillon in 1810) zijn een groot succes. Ook de Italiaanse opera is enorm populair bij het Parijse publiek, dat het Théâtre Italien opzoekt om daar de opera buffa’s en de populaire belcantostijl van Rossini bij te wonen. Rossini heeft eveneens een invloed op de Franse opéra comique, wat zowel te merken is in de werken van Boieldieu (met name La dame blanche, 1825), als in de latere werken van Ferdinand Hérold (Zampa, 1831), Adolphe Adam (Le postillon de Longjumeau, 1836) en Daniel Auber (Fra Diavolo, 1830, Le domino noir, 1837). Auber produceert onder de Opéra-Comique 48 opera’s en opéras comiques, waarvan Fra Diavolo 900 keer is opgevoerd tussen 1830 en 1911 en Le domino noir 1200 opvoeringen kent.